# Großer Gleisberg - Jenzig
Großer Gleisberg - Jenzig este o arie protejată (arie specială de conservare — SAC, sit de importanță comunitară — SCI) din Germania întinsă pe o suprafață de 812 ha, integral pe uscat.

## Localizare
Centrul sitului Großer Gleisberg - Jenzig este situat la coordonatele 50°57′01″N 11°40′35″E / 50.9503°N 11.6764°E.

## Înființare
Situl Großer Gleisberg - Jenzig a fost declarat sit de importanță comunitară în septembrie 2000 pentru a proteja 1 specie de plante și 13 specii de animale. Situl a fost protejat și ca arie specială de conservare în iulie 2008.

## Biodiversitate
Situată în ecoregiunea continentală, aria protejată conține 9 habitate naturale: Pajiști carstice calcaroase sau bazofile, de Alysso-Sedion albi, Pajiști uscate seminaturale și facies de acoperire cu tufișuri pe substraturi calcaroase (Festuco-Brometalia) (* situri importante pentru orhidee), Pajiști uscate seminaturale și facies de acoperire cu tufișuri pe substraturi calcaroase (Festuco-Brometalia) (* situri importante pentru orhidee), Fânețe de joasă altitudine (Alopecurus pratensis, Sanguisorba officinalis), Grohotișuri medio-europene calcaroase, de la nivel colinar și montan, Pante stâncoase calcaroase cu vegetație casmofită, Păduri de fag Asperulo-Fagetum, Păduri de fag din Europa Centrală dezvoltate pe sol calcaros cu Cephalanthero-Fagion, Păduri de stejar și carpen Galio-Carpinetum.
La baza desemnării sitului se află mai multe specii protejate:
- plante (1): papucul doamnei (Cypripedium calceolus)
- păsări (7): buha (Bubo bubo), șorecarul comun (Buteo buteo), ciocănitoarea de stejar (Dendrocopos medius), șoimul rândunelelor (Falco subbuteo), capîntortură (Jynx torquilla), sfrâncioc roșiatic (Lanius collurio), ciocănitoare verzuie (Picus canus)
- amfibieni (2): izvoraș-cu-burta-galbenă (Bombina variegata), triton cu creastă (Triturus cristatus)
- mamifere (3): liliac cu urechi mari (Myotis bechsteinii), liliac comun (Myotis myotis), liliacul mic cu potcoavă (Rhinolophus hipposideros)
- nevertebrate (1): phengaris nausithous (Maculinea nausithous)

Pe lângă speciile protejate, pe teritoriul sitului au mai fost identificate 25 de specii de plante, 1 specie de amfibieni, 2 specii de mamifere, 96 de specii de nevertebrate, 3 specii de reptile.